# ヨハン・ゲオルク2世 (ザクセン選帝侯)

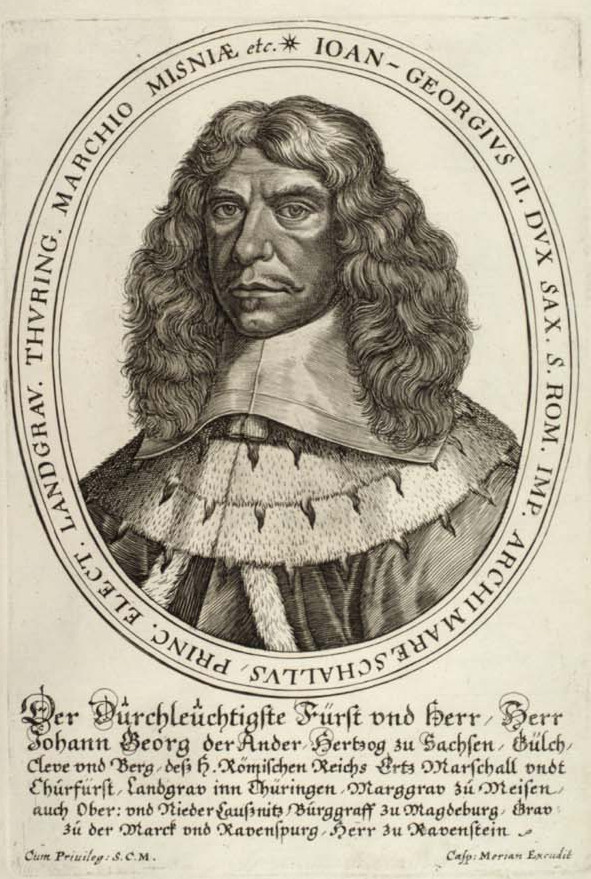
ヨハン・ゲオルク2世（1658年画）

ヨハン・ゲオルク2世（Johann Georg II., 1613年6月10日 - 1680年8月22日）は、ザクセン選帝侯（在位：1656年 - 1680年）。ヨハン・ゲオルク1世の次男。

## 人物
1613年6月10日、ヨハン・ゲオルク1世とその2人目の妃であったプロイセン公アルブレヒト・フリードリヒの娘マグダレーナ・ジビュレ（1586年 - 1659年）の間に第4子としてドレスデンで生まれた。1656年に父の死去によって選帝侯となると、相続争いを避けるため3人の弟達に領土を分与した。ヨハン・ゲオルク2世は三十年戦争で荒廃した経済の再建に取り掛かり、織物やガラスの工場を設立し、炭鉱や銀鉱を開発した。1664年にはフランス王ルイ14世から資金援助を受けたためフランスに対して友好的な態度をとったが、領内からは強い反フランス感情からもっと神聖ローマ皇帝レオポルト1世に寄るべきだという主張もなされた。
しかしヨハン・ゲオルク2世の興味は政治や外交よりもむしろ音楽や芸術にあった。ルイ14世に倣ってドレスデンに大規模なバロック様式の宮殿・庭園・オペラ劇場などを建設し、内外から多数の音楽家を招いた。この濫費の結果、1660年には財政破綻が発生し、歿後多額の負債が残されるほどであった。
1680年8月22日、ヨハン・ゲオルク2世はフライベルクで死去し、フライベルク大聖堂に葬られた。選帝侯位は息子のヨハン・ゲオルク3世が嗣いだ。

## 子女
ヨハン・ゲオルク2世はブランデンブルク＝バイロイト辺境伯クリスティアンの娘マグダレーナ・ジビュレ（1612年 - 1687年）と1638年11月13日にドレスデンで結婚し、彼女との間に以下の1男2女をもうけた。
- ジビュレ・マリー（1642年 - 1643年）
- エルトムーテ・ゾフィー（1644年 - 1670年） - ブランデンブルク＝バイロイト辺境伯クリスティアン・エルンスト妃
- ヨハン・ゲオルク3世（1647年 - 1691年） - ザクセン選帝侯